# Nephrotoma cirrata
Nephrotoma cirrata is een tweevleugelige uit de familie langpootmuggen (Tipulidae). De soort komt voor in het Palearctisch gebied.